# نادینه ویسر
نادینه ویسر (انگلیسی: Nadine Visser؛ زادهٔ ۹ فوریهٔ ۱۹۹۵) ورزشکار دو و میدانی اهل پادشاهی هلند است.
وی در مسابقات کشوری و بین‌المللی در مجموع برندهٔ ۱ مدال برنز شده‌است.